# Auenverbund Werra (Landschaftsschutzgebiet)
Das Landschaftsschutzgebiet Auenverbund Werra wurde im Jahr 1992 ausgewiesen, um die verschiedenen Wiesen- und Ufervegetationstypen des Gewässers zu schützen und naturnahe Gewässerabschnitte zu erhalten oder sie wieder herzustellen. Es besteht aus mehreren, unterschiedlich großen Teilgebieten entlang der mittleren und unteren Werra im Landkreis Hersfeld-Rotenburg und im Werra-Meißner-Kreis im nordöstlichen Hessen.
Durch die Einleitung von Salzen über Produktionsabwässer der in Osthessen und Westthüringen im Bereich der Werra angesiedelten Kaliindustrie ist der Fluss zum längsten Fließbrackgewässer Deutschlands geworden. Trotz Verbesserungen zählt die Werra zu den Gewässern mit der schlechtesten Güteklasse in Europa. Die hohe Salzlast beeinträchtigt erheblich die Lebensgemeinschaften des Flusses, die derzeit als „artenarm ausgeprägt“ bewertet werden. Das Tal der Werra hingegen wird zu den wertvollsten Landschaften in der Region gezählt. Mehr als zwanzig Lebensraumtypen kommen hier vor, die nach dem Anhang I der Fauna-Flora-Habitat-Richtlinie als von gemeinschaftlichem Interesse gelten und für deren Erhaltung besondere Schutzgebiete ausgewiesen werden sollen. Wegen des Reichtums an Arten, Populationen und Lebensräumen bildet das Werratal mit dem Hohen Meißner und dem Kaufunger Wald einen „Hotspot der biologischen Vielfalt“.

## Lage
Im Verlauf der verwinkelten Landesgrenze zwischen Hessen und Thüringen schlängelt sich die Werra mit vielen Mäanderschleifen mehrmals durch hessisches und thüringisches Gebiet. Einige Kilometer lang bildet der Fluss auch die Grenze der beiden Bundesländer.
Das südlichste Teilstück des Auenverbunds liegt bei Philippsthal und Heringen im Landkreis Hersfeld-Rotenburg, zwischen den Orten Vacha und Dankmarshausen in Thüringen. Danach schützt die nächste Teilfläche flussabwärts die Auen von Herleshausen im Werra-Meißner-Kreis, bevor die Werra erneut auf thüringischem Gebiet weiter bis Treffurt fließt. In einem schmalen Zipfel, der an drei Seiten von Thüringen umschlossen wird, liegt ein weiterer Teilbereich in der Aue von Heldra.
Ab Altenburschla verläuft der geschützte Bereich entlang des Flusses über Eschwege, Bad Sooden-Allendorf und Witzenhausen bis an die Landesgrenze zu Niedersachsen bei Blickershausen. Die Städte und die bebauten Ortsteile wurden ausgeklammert, sie zählen nicht zum Landschaftsschutzgebiet. Auch die großen Kiesseen mit ihren Freizeiteinrichtungen bei Eschwege wurden nicht in den geschützten Bereich integriert.
Im nördlichen Teil des Werra-Meißner-Kreises grenzen mit „Werratal zwischen Oberrieden und Wenderhausen und Ludwigstein mit Hintergelände“ und „Werratal zwischen Blickershausen und Wendershausen“ zwei weitere Landschaftsschutzgebiete an den „Auenverbund Werra“.
Naturräumlich wird das Landschaftsschutzgebiet dem „Osthessischen Bergland“ zugeordnet. Im Kreisteil Hersfeld-Rotenburg liegt es in den Teileinheiten „Dorndorf-Heringer Werratal“ und „Berkaer Becken“ des „Salzunger Werraberglands“. Die Werraaue von Herleshausen gehört zum einen zu dem „Neustädt-Hörscheler Werratal“ des „Salzunger Werraberglands“ und zum anderen zu der „Nesselröder Mulde“ im „Fulda-Werra-Bergland.“ Ab der Aue von Heldra durchfließt die Werra die Teileinheiten des „Unteren Werraberglands“ (von Süd nach Nordwest): „Treffurt-Wanfrieder Werratal“, „Schwebda-Jestädter Werraaue“, „Albunger Werratal“, „Allendorfer Weitung“, „Lindewerra-Werleshäuser Schlingen“ und „Witzenhausen-Hedemündener Werratal“. Die Teilbereiche im Werra-Meißner-Kreis des Landschaftsschutzgebiets gehören zum „Geo-Naturpark Frau-Holle-Land“.

## Unterschutzstellung
Mit Verordnung vom 13. August 1992 des Regierungspräsidiums in Kassel wurden Flächen der Auenlandschaft entlang der Werra zum Landschaftsschutzgebiet erklärt. Mit der Unterschutzstellung sollte die „Funktionsfähigkeit des Naturhaushalts sowie die Sicherung der Werra mit ihrer durch Überflutung gekennzeichneten Aue als eine für Hessen typische Flusslandschaft“ erhalten werden. Der Schutz sollte „insbesondere den im Wechsel von Hoch- und Niedrigwasser geprägten Lebensgemeinschaften entlang der Gewässer“ dienen. Formuliertes Schutzziel war „die Erhaltung der durch die unterschiedlichen Durchfeuchtungsstufen bestimmten Wiesen- und Ufervegetationstypen sowie die weitgehende Wiederherstellung naturnaher Gewässerabschnitte durch die Umwandlung von Ackerland in Grünland und die Extensivierung der Grünlandnutzung.“ Vorausgegangen war eine einstweilige Sicherstellung des künftigen Landschaftsschutzgebiets im Jahr 1988, die später um zwei Jahre bis zum April 1993 verlängert wurde. Das Landschaftsschutzgebiet besitzt eine Größe von rund 4000 Hektar, hat die nationale Kennung 2636002 und den WDPA-Code 378407.

## Geschützte Bereiche innerhalb des Landschaftsschutzgebiets
Entlang der Werra reihen sich Landschaften aneinander, die nach naturschutzfachlichen Kriterien als schützenswert gelten und wegen ihrer charakteristischen Naturausstattung zu verschiedenen Schutzgebietskategorien gehören. Neben den nationalen Kategorien Landschaftsschutzgebiet, Naturschutzgebiet (NSG) und Naturpark hat die Europäische Union (EU) im Schutzgebietsnetz Natura 2000 Lebensräume und Arten unter besonderen Schutz gestellt, die in Europa als von besonderer Bedeutung gelten. Dazu gehören die Fauna-Flora-Habitat(FFH)-Gebiete und die Europäischen Vogelschutzgebiete.

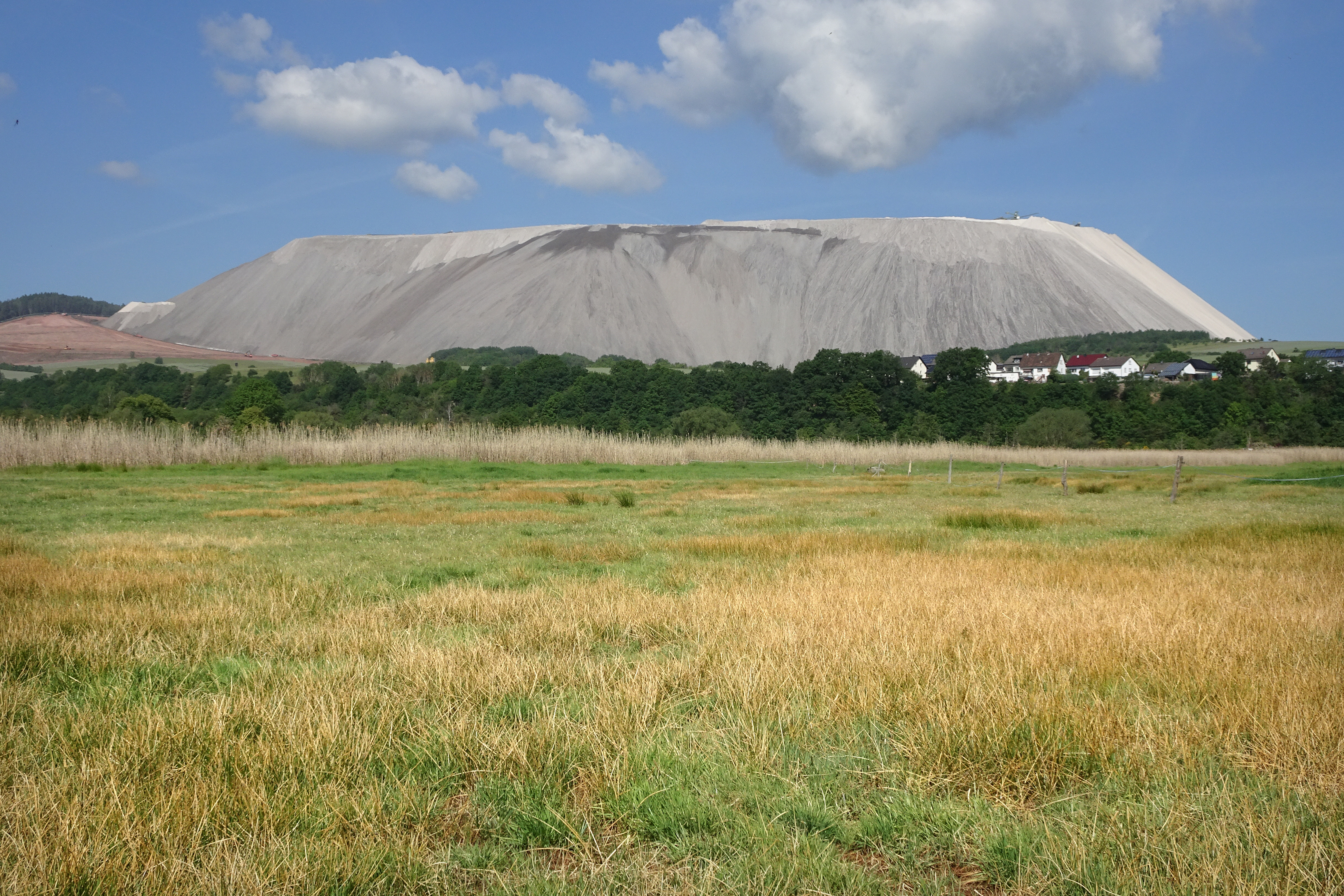
Die Salzwiesen in der Rohrlache von Heringen. Im Hintergrund der „Monte Kali“, die Abraumhalde des Kalibergbaus.

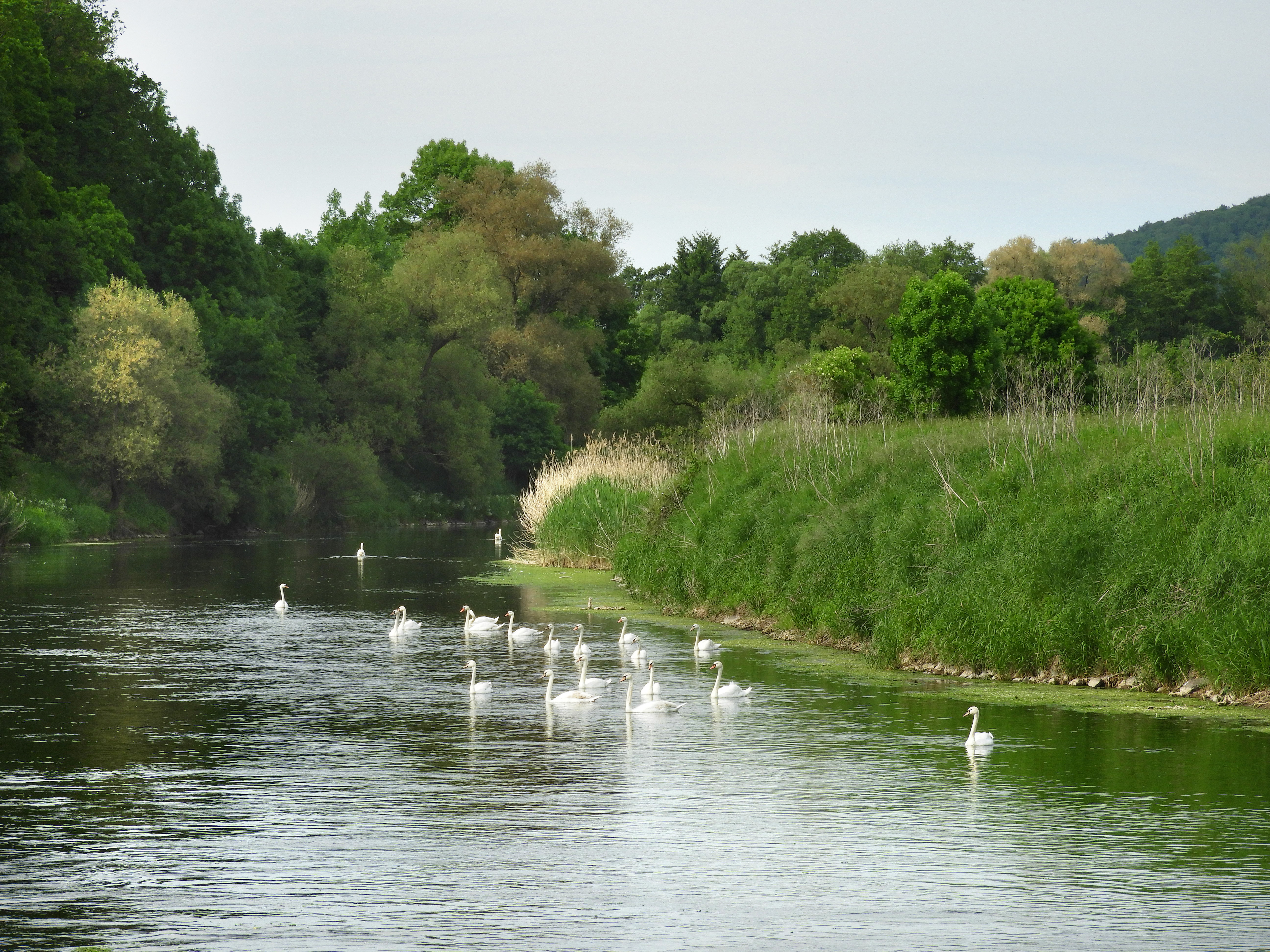
Die Werra im Naturschutzgebiet „Jestädter Weinberg“.

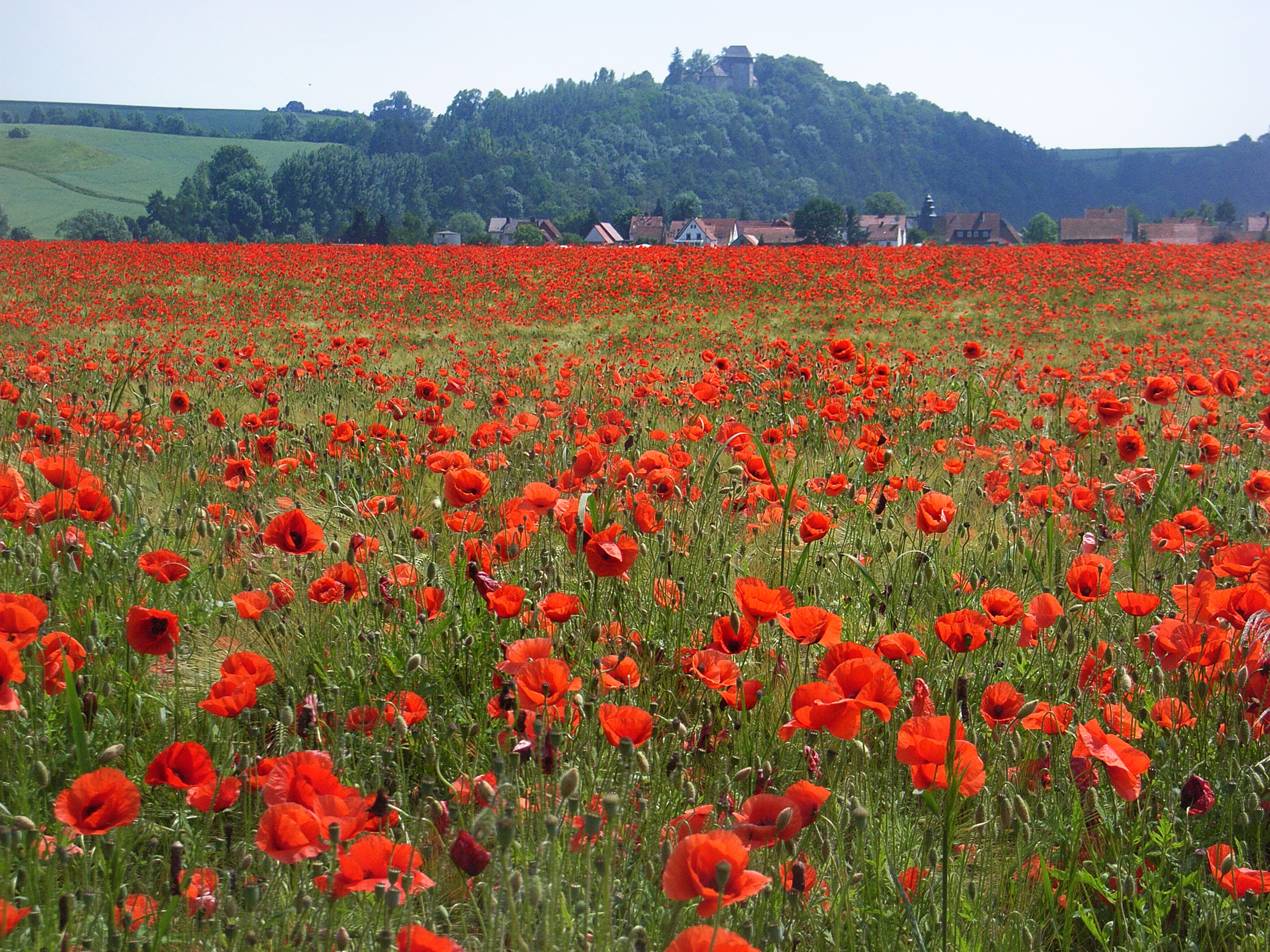
Die Werraaue bei Albungen.

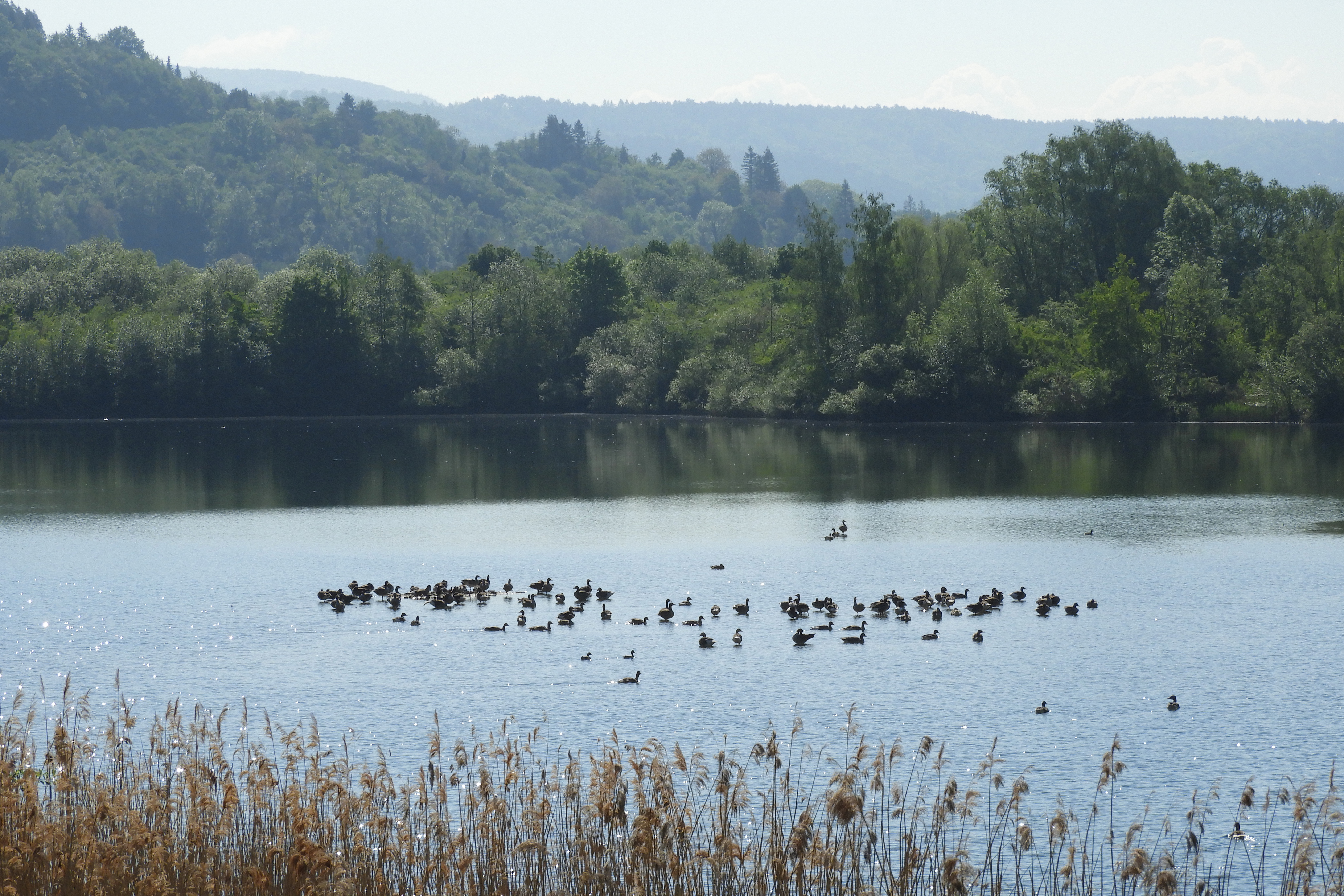
Das „Freudenthal bei Witzenhausen“ ist das bedeutendste Wasservogelschutzgebiet an der unteren Werra.

In dem Landschaftsschutzgebiet liegen, flussabwärts gesehen, die geschützten Bereiche:
- Werra zwischen Philippsthal und Herleshausen

Die Werra fließt von ihrem Quellgebiet bis zum Beginn des Unteren Werratals bei Treffurt, mit Ausnahme zweier Bereiche, in denen sie Flächen des Landes Hessen durchquert, durch Thüringen. Diese beiden Abschnitte des Flusses sowie der Unterlauf des Stärkelsbaches sollen als FFH-Gebiet 5125-350 das thüringische FFH-Gebiet 5328-305 „Werra bis Treffurt mit Zuflüssen“ ergänzen.
- Rohrlache von Heringen

Das NSG und FFH-Gebiet 5026-301 besitzt die hessenweit größte Binnensalzstelle, die durch einige natürliche und zahlreiche durch die Kali- und Salzindustrie verursachte Salzwasseraustritte entstanden ist. Die artenreiche Salzflora, die sich in dem Feuchtgebiet angesiedelt hat, gilt als von hohem ökologischen Wert. In ihr befinden sich Bestände landesweit stark gefährdeter Arten. Überregionale Bedeutung besitzt die Rohrlache auch als Rast- und Brutgebiet für eine Vielzahl von Vogelarten und als Lebensraum für mehrere Amphibienarten mit teils großen Populationen.
- Rhäden von Obersuhl und Auen an der mittleren Werra

Das Vogelschutzgebiet 5026-402 besteht aus vier Teilflächen, unter ihnen die „Rohrlache von Heringen“ und die „Werraaue von Herleshausen“. Es zählt zu den überregional bedeutenden Brut- und Rastgebieten für Vogelarten des Anhangs I die wegen geringer Bestände, kleiner Verbreitungsgebiete oder wegen ihrer speziellen Habitatsansprüche vom Aussterben bedroht sind.
- Werraaue von Herleshausen

Das FFH-Gebiet 4926-303 liegt in einer weiträumigen Auenlandschaft, die überwiegend als Grünland genutzt wird. Von landesweiter Bedeutung sind die Nahrungs-, Brut- und Rastplätze, die die Aue vielen Vogelarten bietet.
- Frankenloch bei Heldra

Mit der Ausweisung als NSG und FFH-Gebiet 4827-302 sollte der Bereich des Altarmes der Werra mit seinen angrenzenden Grünlandflächen geschützt werden, um der hier vorhandenen besonderen Tier- und Pflanzenwelt den Lebensraum zu sichern und diesen durch extensive Bewirtschaftung weiterzuentwickeln. Der Verbund mit dem auf der thüringischen Seite angrenzenden NSG „Werraaue Treffurt“, das ebenfalls dem Gewässer- und Auenschutz dient, ermöglicht es, den in den Flussniederungen lebenden Arten ein ausreichend großes Areal zur Verfügung zu stellen.
- Kiesteich unter der Aue'schen Kugel

In dem Naturschutzgebiet liegen zwei Kiesseen, die mit einem dichten durchgehenden Gehölzstreifen umgeben sind. Zweck der Unterschutzstellung war es, Wasservögeln ein störungsfreies Brut- und Rastgebiet zu erhalten.
- Kiesteich bei Frieda

Der unmittelbar neben der Werra gelegene See in einer ehemaligen Kiesabbaufläche wurde mit seinem Gürtel aus Schilfröhricht und dem geschlossenen Ufergehölzsaum zum Naturschutzgebiet erklärt, um den Bereich als Lebensraum für an das Wasser gebundene Vögel sowie als Amphibienlaichplatz zu erhalten und schützen.
- Werra-Altarm bei Schwebda

Mit der Unterschutzstellung als NSG und FFH-Gebiet 4826-304 sollte die typische Vegetation eines Werraaltarmes und das Rast-, Nahrungs- und Brutbiotop für eine Vielzahl gefährdeter Vogelarten gesichert werden.
- Jestädter Weinberg

In dem Landschaftsschutzgebiet liegt die Talaue mit dem „Jestädter See“ des Naturschutzgebiets. Das künstlich entstandene, stehende Gewässer ist ein Relikt des Kiesabbaus.
- Werraaltarm und Werraaue bei Albungen

Das Naturschutzgebiet schützt eine ehemalige Flussschleife die durch eine Flussbegradigung im Zusammenhang mit dem Bau einer Bahnstrecke von der Werra getrennt wurde sowie den „Albunger See“ mit einer nördlich des Sees gelegenen Fläche, auf der sich ein Auenwald entwickelt hat.
- Jestädter Weinberg/Werraaltarm u. -aue bei Albungen

Das FFH-Gebiet 4725-302 wurde aus den beiden Naturschutzgebieten „Jestädter Weinberg“ und „Werraaltarm und Werraaue bei Albungen“ gebildet.
- Freudenthal bei Witzenhausen

Das NSG und FFH-Gebiet 4624-303 besteht aus Kiesabbauflächen und einem bereits rekultivierten Seengelände sowie landschaftlich genutzten Flächen. Mit der Unterschutzstellung sollten die aus ornithologischer Sicht wertvollen Gewässer als Brut-, Durchzugs- und Überwinterungsgebiet für Wasservogelarten erhalten und gesichert werden.

## Grünes Band
Besondere Bedeutung besitzen die Schutzgebiete, die entlang der ehemaligen innerdeutschen Grenze liegen. Jahrzehntelang blieben sie weitgehend unberührt und konnten sich zu einem Rückzugsgebiet für viele vom Aussterben bedrohte Tier- und Pflanzenarten entwickeln. Die hessischen und thüringischen Schutzgebiete beiderseits der Landesgrenze gehören zu dem Biotopverbundsystem des „Grünen Bandes“, das zur Erhaltung der biologischen Vielfalt in Deutschland beitragen soll. In der heutigen Kulturlandschaft gelten viele Arten durch eine „Verinselung“ ihres Lebensraumes als bedroht. Ihre Bestände können sich nicht mehr austauschen, vielfach sterben sie lokal aus, weil sie zu klein geworden sind und eine Besiedelung weiter entfernt liegender Lebensräume nicht gelingt. Die Schaffung von solchen Verbundsystemen, als „Trittsteine“ für den notwendigen Austausch, wird daher als ein wichtiger Schritt auf dem Weg zur langfristigen Sicherung der Arten angesehen. Mit der Entscheidung des Thüringer Landtages vom 9. November 2018 wurde das „Grüne Band“zum Nationalen Naturmonument erklärt.

## Touristische Angebote

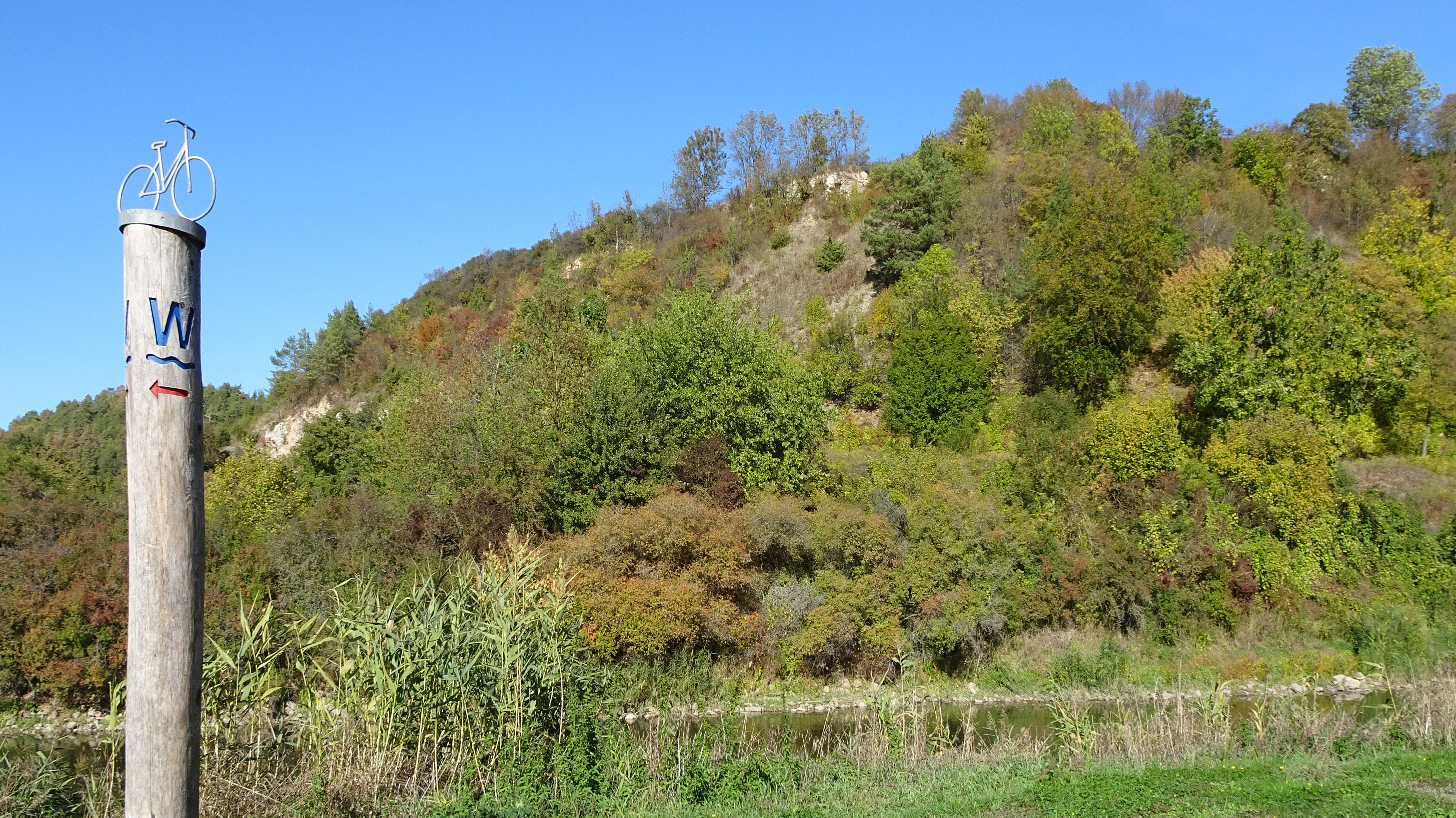
Blick vom Werratal-Radweg auf den Jestädter Weinberg

- Wandern

Neben einigen Fernwanderwegen und Premiumwanderwegen, die das Landschaftsschutzgebiet durchqueren, verteilen sich auch zahlreiche kürzere Wander- und Spazierwege im Werratal.
- Radfahren

Die gut ausgebauten und ausgeschilderten Radwege entlang der Werra verlaufen teilweise auf beiden Flussseiten und vorwiegend in Ufernähe.
- Der Werratal-Radweg gilt als einer beliebtesten Radfernwege Deutschlands. Auf rund 300 km führt er von den Werraquellen am Rennsteig bis nach Hann. Münden, wo die Werra auf die aus der Rhön kommende Fulda trifft und als Weser weiterfließt.
- Der „Natura Trail“ der „Naturfreunde Hessen“ will die biologische Vielfalt erlebbar machen und zu einem bewussten Aufenthalt in der Natur anregen. Die Strecke führt zwischen Eschwege und Hedemünden durch das untere Werratal.
- Der rund 110 km lange Herkules-Wartburg-Radweg verbindet die UNESCO-Weltkulturerbestätten Bergpark Wilhelmshöhe in Kassel mit der Wartburg in Eisenach. Die Abstecher-Variante führt von Witzenhausen entlang der Werra bis nach Creuzburg.

- Wasserwandern

Die Werra ist eine Bundeswasserstraße, die nicht dem allgemeinen Verkehr dient. Ihre eher träge Fließgeschwindigkeit und die zahlreichen Bootsanleger, Rastplätze und Informationstafeln machen sie attraktiv für Wasserwanderer. Auf der Strecke befinden sich einige Staustufen mit festen Wehren, die als Mühlenwehre oder Fischwehre gebaut wurden. Ihre Durchlässen sind im 18. Jahrhundert durch Kammerschleusen ersetzt worden. Diese historischen festen Wehre und Schleusen sind noch vorhanden und müssen von den Sportbootfahrern per Hand selbst bedient werden.